# Аньяланкоски
А́ньяланко́ски (фин. Anjalankoski) — район городского муниципалитета Коувола, расположенного в провинции Кюменлааксо в Финляндии. До 2009 года — отдельный город. С 2009 года город Аньяланкоски был объединён с соседними общинами Куусанкоски, Элимяки, Яала, Валкеала и Коувола в единый муниципалитет Коувола.